# WM-80
WM-80  — китайська реактивна система залпового вогню на базі вантажівки Shandong Taian TAS5380SQ (TAS5382).

## Історія
WM-80 є експортною модернізірованою модифікацією РСЗВ «Тип-83» (WM-40), серійне виробництво якої почалося в КНР в 1984 заводом № 123. У серії її змінила РСЗВ A-100 калібром 300 мм.

## Конструкція
Конструкція WM-80 — модульна, два пускових контейнера, кожний по 4 некеровані ракети. Після запуску контейнери за допомогою крана заміняються на нові. Пускові контейнери дозволяють використовувати різні ракети з мінімумом модифікацій. Пускова установка — електрична: розгортається от 20° до 60° по горизонталі та від −20° до +20° по азімуту.
У боєкомплект ракет WM-80 входять осколково-фугасна боєголовка загального призначення вагою 150 кг, яка при вибуху дає 16800 осколків і має радіус ураження до 70 метрів. Касетна головна частина використовується для ураження скупчень техніки, бойових машин піхоти та інших легкоброньованих цілей містить 380 багатоцільових суббоєприпасів з пробиттям броні 80-100 мм. Головна частина, споряджена термобаричною сумішшю, використовується для ураження інженерних фортифікаційних споруд і прихованою в них живої сили противника.
Головні частини комплектуються контактним детонатором WJ-6A, неконтактним детонатором MD-23A або електронним 2000S. Температурний діапазон експлуатації від −40 до +50 ° C, ефективний період зберігання — 10 років.

## Модифікації

### WM-120
В 2005 компанія представила нову версію РСЗВ, яка мала назву WM-120. Вона відрізнялась перш за все використанням нових ракет з дальністю польоту в 120 км (мінімальна −34), а також новою системою управління вогнем.

## Оператори
- Вірменія — 4 WM-80(по іншим данним — 4 WM-80 та 4 WM-120[3]) РСЗВ поставлені в 1999
- Йорданія — 24 WM-120 придбані у КНР в 2010[4]
- США — 4 установки придбані Міністерством Оборони США
- Судан
- Бангладеш
- Перу — WM-120.
- Іран — WM-120.